# The Formation of Damnation
The Formation of Damnation ist das neunte Studioalbum der US-amerikanischen Thrash-Metal-Band Testament und das erste mit neuem Songwriting nach mehreren Jahren. Es erschien sieben Jahre nach dem Album First Strike Still Deadly, das neu eingespielte, bereits veröffentlichte Songs enthielt, und neun Jahre nach dem Album The Gathering.

## Entstehungsgeschichte

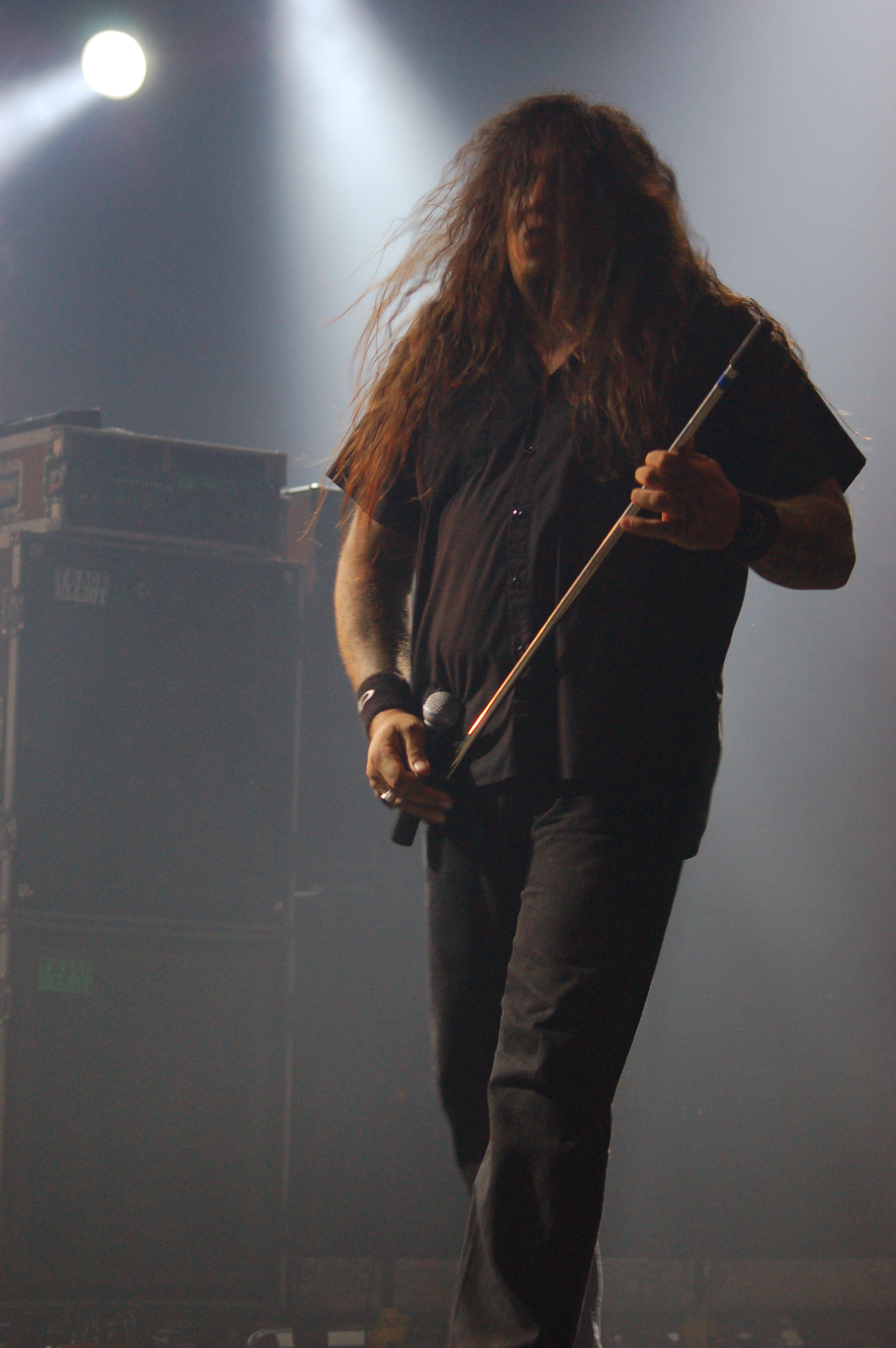
Chuck Billy

In den letzten Jahren gab es in der Band einige Besetzungswechsel. Das war unter anderen ein Grund dafür, dass es neun Jahre brauchte, bis neu komponierte Lieder auf einem Album veröffentlicht werden konnten. Ein weiterer Grund war die Erkrankung des Sängers Chuck Billy an einem Tumor im Brustbereich und seiner damit verbundenen langen Auszeit. Ebenso fiel Eric Peterson wegen eines Beinbruchs längere Zeit aus. Die Entscheidung ein neues Album zu machen, fiel nach dem Auftritt des Earthshaker-Festivals 2005.
Bis auf Paul Bostaph wurde die Platte im klassischen Line-up der Band mit Eric Peterson, Greg Christian, Alex Skolnick und Chuck Billy eingespielt. Für den Sound war Andy Sneap zuständig. Er wurde in letzter Zeit wegen ähnlich und steril klingenden Produktionen kritisiert, konnte hier aber nun dank den eingespielten Gitarrenparts der Testament-Gitarristen und einem eingespielten realen Schlagzeug im Gegensatz zu einem sogenannten Trigger-Sound aus dem Computer ein Album produzieren, das beinahe Live-Charakter besitzt.
Eric Peterson schrieb den größten Teil der Musik und Chuck Billy legte seine Texte darüber, die von politischen und philosophischen Themen handeln und häufig persönlicher Natur sind.
Ursprünglich war Nick Barker (ex-Cradle of Filth, ex-Dimmu Borgir) für das Einspielen des Schlagzeuges vorgesehen gewesen. Er war ebenso beim Songwriting beteiligt. Für Eric Peterson passte sein Stil aber nicht mehr ganz zu den Vorstellungen der restlichen Bandmitglieder. Da ihm als Engländer die Einreise in die USA 2007 wegen Problemen mit dem Arbeitsvisum und wegen Sicherheitsauflagen verweigert wurde, trennte man sich von ihm, um den Veröffentlichungstermin nicht zu gefährden. Es sprang der langjährige Freund der Band Paul Bostaph für ihn ein. Da Paul Bostaph für die neue Platte nach Meinung der Band gute Arbeit geleistet hat, ist er nun fester Bestandteil von Testament. Ein weiterer Vorteil von Bostaph gegenüber Barker sei sein nahegelegener Wohnort zu den restlichen Bandmitgliedern, was das Proben vereinfacht.
Präsentiert wurde das Album zum ersten Mal der Presse im Londoner Stadtteil Soho in der Crobar, die die englische Abteilung der Plattenfirma ausgesucht hatte.

## Titel
Der Titel hat laut dem Gitarristen Eric Peterson zwei Bedeutungen: Er steht symbolisch für die Zeichen der heutigen Zeit und damit verbunden eines möglichen Weltuntergangs. Der Titel weist aber auch direkt auf das jetzige Album hin. Denn „Formation“ ist ein Synonym für „Band“, und damit ist die Band Testament gemeint. „Damnation“, „Verdammung“, steht für die Art Musik, die sie auf dem Album spielen.

## Inhalt

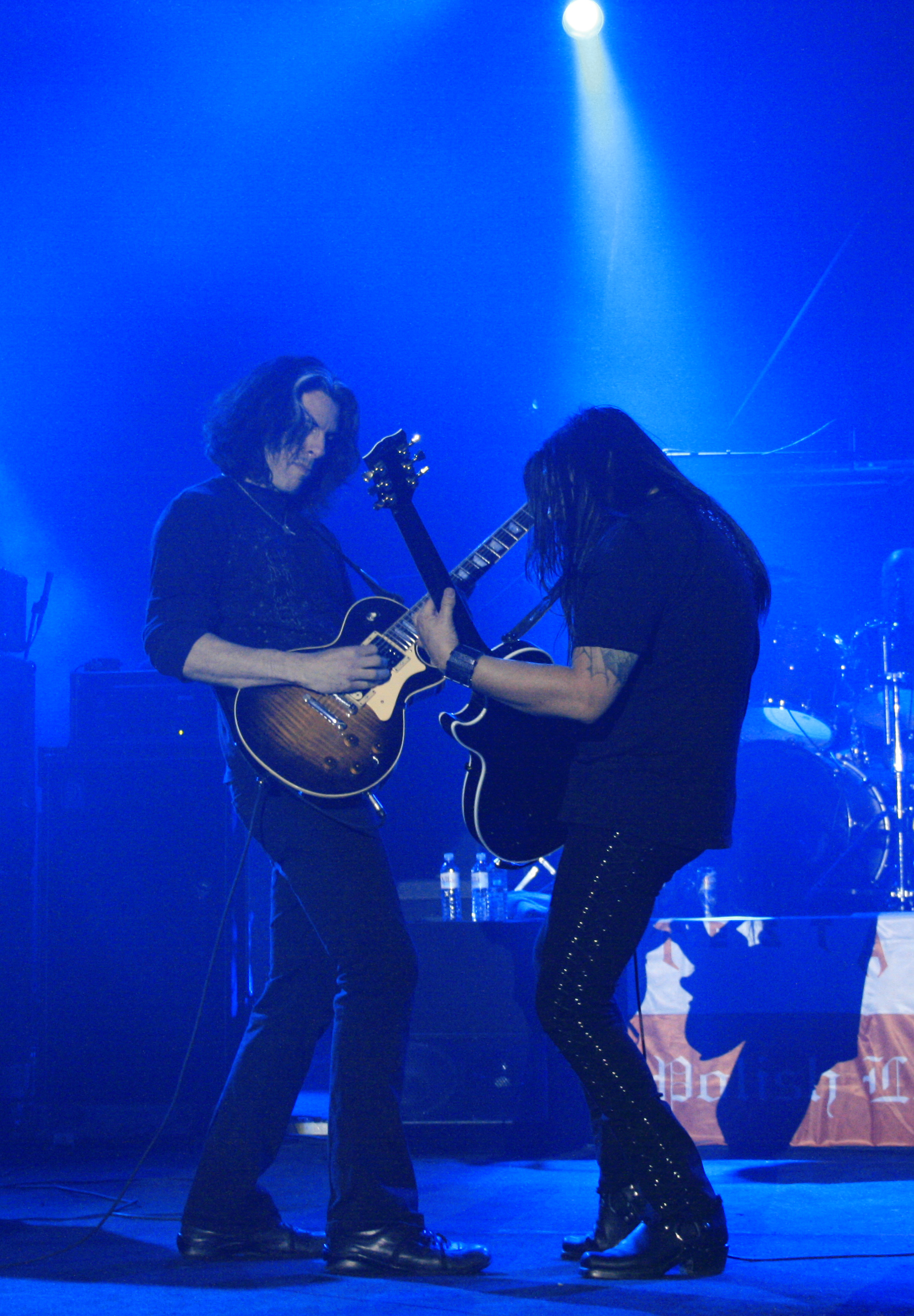
Alex Skolnick (links) und Eric Peterson

For the Glory of … – Dieses reine Instrumental-Intro wurde von Eric Peterson komponiert.
More than Meets the Eye – Der Titel ist eine bekannte englischsprachige Redewendung und bedeutet sinngerecht „da sind noch mehr Tatsachen, als bisher ans Licht gekommen sind“. Das Lied ist ein Midtempo-Track mit melodischem Gesang mit dem ersten Solo von Alex Skolnick und dem zweiten Solo von Eric Peterson. Der Stil erinnert an das Songwriting von The Ritual.
The Evil Has Landed – Dies ist ebenfalls ein Midtempo-Track mit einem Gitarrensolo von Alex Skolnick. Der Text ist eine Beschreibung der Terroranschläge am 11. September 2001 in den USA und wurde an Weihnachten 2007 von Chuck Billy geschrieben. Der Titel ist ein Wortspiel mit dem Satz The eagle has landed, der historisch u. a. im Zusammenhang mit der Landung in der Normandie oder der ersten Mondlandung verwendet wurde.
The Formation of Damnation – ist ein schnell gespielter Track mit dem ersten Solo von Eric Peterson und einem zweiten Solo von Alex Skolnick. Dieses Lied ist das einzige Musikstück des Albums mit einem an Death Metal erinnernden gutturalen Gesang von Chuck Billy. In erster Linie geht der Song textlich um die politische Aufstellung der USA, den aktuellen Krieg im Irak und den Umgang mit der Natur.
Dangers of the Faithless – Dieses Lied ist sehr experimentell, in ihm sind Stimmeffekte verwendet worden. Ebenso kommt ein Gitarrensolo von Alex Skolnick vor.
The Persecuted Won't Forget – ist ein sehr traditionell komponiertes Thrash-Metal-Lied, welches vom Songwriting an das Album Practice What You Preach erinnert. Das erste Solo stammt von Eric Peterson und das zweite von Alex Skolnick.
Henchmen Ride – erinnert im Mittelteil an den Track Bestial Invasion von Destruction oder vom Songwriting an das Souls-of-Black-Album. Das Lied hat ein Gitarrensolo von Alex Skolnick.
Killing Season – Dass dieses Lied denselben Titel wie ein Album von Death Angel trägt, ist reiner Zufall. Das erste Solo spielt Eric Peterson und das zweite Alex Skolnick. Dieser Titel zollt Menschen Tribut, die in den Krieg ziehen müssen.
The Afterlife – Musikalisch erinnert der Titel an das Master-of-Puppets-Album von Metallica. Das erste Solo spielt Alex Skolnick und das zweite Eric Peterson. Textlich handelt er vom Tod des Vaters von Chuck Billy und von Eric Petersons Vater.
F.E.A.R. – ist musikalisch eine Stil-Mischung des Metal-Stils der 1980er-Jahre und des modernen Stils. Das Gitarrensolo spielt Alex Skolnick.
Leave Me Forever – ist eine vielschichtige, experimentelle Komposition mit ruhigen und heftigeren Momenten.

## Titelliste
1. For the Glory of … (Peterson) – 1:12
2. More than Meets the Eye (Peterson/Billy) – 4:33
3. The Evil has Landed (Peterson/Billy) – 4:44
4. The Formation of Damnation (Peterson/Billy) – 5:09
5. Dangers of the Faithless (Skolnick/Peterson/Billy) – 5:47
6. The Persecuted Won't Forget (Peterson/Billy) – 5:49
7. Henchmen Ride (Peterson/Billy) – 4:40
8. Killing Season (Peterson/Billy) – 4:52
9. Afterlife (Peterson/Billy) – 4:13
10. F.E.A.R. (Skolnick) – 4:46
11. Leave Me Forever (Christian/Peterson/Billy) – 4:28

## Illustration
Das Cover stammt vom Künstler Eliran Kantor und zeigt eine Gruppe von fliegenden Engeln in einem bedrohlich wirkenden farbigen Himmel. Die Engel im Vordergrund sind mit Schwertern und Speeren bewaffnet. Unter ihnen schwebt ein gedrehtes Schriftband, worauf „The Formation of Damnation“ steht. Rechts und links hinter dieser Engelsgruppe befinden sich je drei Trompeten spielende Engel. Hinter der Gruppe von Engeln ist linienförmig eine Reihe von gleichartigen Engeln gezeichnet, die im Hintergrund aus einer brennenden Stadt herausfliegen. Die Engel haben anscheinend diese Stadt zerstört. Das Ganze ist also eine apokalyptische Darstellung.

## Rezeption

### Rezensionen
Das Album wurde von den bekannten Genre-Magazinen Rock Hard und Metal Hammer zum Album des Monats gekürt.
Die Metal-Hammer-Rezensenten vergaben durchschnittlich 4,94 von sieben Punkten; Detlef Dengler schrieb, das Album „ist nämlich ein typischer Testament-Nackenbrecher mit unverkennbarer Rhythmik, filigranen Gitarren-Soli, gespickt mit brutalen, aber melodischen Songs und einem Sänger, der mit mächtigem Volumen seine gesamte stimmliche Bandbreite ausspielt.“
Von der Rock-Hard-Redaktion erhielt das Album durchschnittlich 8,4 von zehn Punkten; Uwe „Buffo“ Schnädelbach war der Meinung, auf dem neuen Album fielen vor allem vier Dinge positiv auf: Die Riffs, die Gitarrensoli von Alex Skolnick, der Gesang von Chuck Billy und das abwechslungsreiche Songwriting.

### Charts und Chartplatzierungen
Zur Zeit der Veröffentlichung war das Album mit Platz 15 das bislang höchstplatzierte der Band in Deutschland. Zudem konnte sich erstmals ein Testament-Album in den österreichischen Charts platzieren.
| ChartsChartplatzierungen       | Höchstplatzierung | Wochen |
| ------------------------------ | ----------------- | ------ |
| Deutschland (GfK)              | 15 (4 Wo.)        | 4      |
| Österreich (Ö3)                | 23 (3 Wo.)        | 3      |
| Schweiz (IFPI)                 | 33 (2 Wo.)        | 2      |
| Vereinigte Staaten (Billboard) | 59 (4 Wo.)        | 4      |